# 35e cérémonie des Tony Awards
La 35e cérémonie des Tony Awards a eu lieu le 8 juin 1981 au Mark Hellinger Theatre de Broadway et fut retransmise sur CBS. La cérémonie a récompensé les productions de Broadway en cours pendant la saison 1981-1982.

## Cérémonie
La cérémonie fut présentée par Ellen Burstyn et Richard Chamberlain.

### Prestations
Lors de la soirée, plusieurs personnalités se sont succédé pour la présentation des prix dont ; Jane Alexander, Lucie Arnaz, Beatrice Arthur, Lauren Bacall, Zoe Caldwell, Diahann Carroll, Nell Carter, Colleen Dewhurst, José Ferrer, Phyllis Frelich, Julie Harris, Helen Hayes, Celeste Holm, Lena Horne, Judith Jamison, Marjorie Bradley Kellogg, Angela Lansbury, Jane Lapotaire, Michael Learned, Priscilla Lopez, Patti LuPone, Andrea McArdle, Carolyn Mignini, Ann Miller, Tharon Musser, Patricia Neal, Carole Bayer Sager, Ntozake Shange, Meryl Streep, Elizabeth Taylor, Lynne Thigpen, Mary Catherine Wright et Patricia Zipprodt.
Plusieurs spectacles musicaux présentèrent quelques numéros en live :
- A Chorus Line ("What I Did For Love" - Priscilla Lopez)
- Ain't Misbehavin' ("Honeysuckle Rose" - Nell Carter)
- Annie ("Tomorrow" - Andrea McArdle)
- Evita ("Buenos Aires" - Patti LuPone)
- 42nd Street ("Lullaby of Broadway" - Jerry Orbach et la troupe)
- Lena Horne: The Lady and Her Music ("If You Believe" - Lena Horne)
- Piaf ("La Vie en rose" - Jane Lapotaire)
- Sophisticated Ladies ("Rockin' in Rhythm" - La troupe)
- Sweeney Todd: The Demon Barber of Fleet Street ("By The Sea" - Angela Lansbury)
- Tintypes (It's Delightful to be Married"/"Fifty-Fifty" - La troupe)
- Woman of the Year ("One of the Boys" - Lauren Bacall)

## Palmarès
| Meilleure pièce | Meilleure comédie musicale |
| --- | --- |
| - Amadeus – Peter Shaffer - A Lesson from Aloes – Athol Fugard - A Life – Hugh Leonard - Fifth of July – Lanford Wilson | - 42nd Street - Sophisticated Ladies - Tintypes - Woman of the Year |
| Meilleure reprise | Meilleur livret |
| - The Pirates of Penzance - Brigadoon - Camelot - The Little Foxes | - Peter Stone – Woman of the Year - Michael Stewart et Mark Bramble – 42nd Street - Monty Norman et Julian More – The Moony Shapiro Songbook - Mary Kyte – Tintypes                                                                                          |
| Meilleur acteur dans une pièce | Meilleure actrice dans une pièce |
| - Ian McKellen – Amadeus dans le rôle d'Antonio Salieri - Tim Curry – Amadeus dans le rôle de Wolfgang Amadeus Mozart - Roy Dotrice – A Life dans le rôle de Drumm - Jack Weston – The Floating Light Bulb dans le rôle de Jerry Wexler                                       | - Jane Lapotaire – Piaf dans le rôle d'Edith Piaf - Glenda Jackson – Rose dans le rôle de Rose - Eva Le Gallienne – To Grandmother's House We Go dans le rôle de Grandie - Elizabeth Taylor – The Little Foxes dans le rôle de Regina Giddens                |
| Meilleur acteur dans une comédie musicale | Meilleure actrice dans une comédie musicale |
| - Kevin Kline – The Pirates of Penzance dans le rôle du Roi Pirate - Gregory Hines – Sophisticated Ladies - George Rose – The Pirates of Penzance dans le rôle de Major-General - Martin Vidnovic – Brigadoon dans le rôle de Tommy Albright                                  | - Lauren Bacall – Woman of the Year dans le rôle de Tess Harding - Meg Bussert – Brigadoon dans le rôle de Fiona MacLaren - Chita Rivera – Bring Back Birdie dans le rôle de Rosie Alvarez - Linda Ronstadt – The Pirates of Penzance dans le rôle de Mabel  |
| Meilleur acteur de second rôle dans une pièce | Meilleure actrice de second rôle dans une pièce |
| - Brian Backer – The Floating Light Bulb dans le rôle de Paul Pollack - Tom Aldredge – The Little Foxes dans le rôle d'Horace Giddens - Adam Redfield – A Life dans le rôle de Desmond - Shepperd Strudwick – To Grandmother's House We Go dans le rôle de Jared              | - Swoosie Kurtz – Fifth of July dans le rôle de Gwen Landis - Maureen Stapleton – The Little Foxes dans le rôle de Birdie Hubbard - Jessica Tandy – Rose dans le rôle de la mère - Zoë Wanamaker – Piaf dans le rôle de Toine                                |
| Meilleur acteur de second rôle dans une comédie musicale | Meilleure actrice de second rôle dans une comédie musicale |
| - Hinton Battle – Sophisticated Ladies dans le rôle de plusieurs personnages - Tony Azito – The Pirates of Penzance dans le rôle d'un sergent de Police - Lee Roy Reams – 42nd Street dans le rôle de Billy Lawlor - Paxton Whitehead – Camelot dans le rôle du roi Pellinore | - Marilyn Cooper – Woman of the Year dans le rôle de Jan Donovan - Phyllis Hyman – Sophisticated Ladies dans le rôle de plusieurs personnages - Wanda Richert – 42nd Street dans le rôle de Peggy Sawyer - Lynne Thigpen – Tintypes dans le rôle de Sussanah |
| Meilleure partition originale | Meilleure chorégraphie |
| - Woman of the Year – John Kander (musique) et Fred Ebb (paroles) - Charlie and Algernon – Charles Strouse (musique) et David Rogers (paroles) - Copperfield – Al Kasha et Joel Hirschhorn (musique et paroles) - Shakespeare's Cabaret – Lance Mulcahy (musique)             | - Gower Champion – 42nd Street - Graciela Daniele – The Pirates of Penzance - Henry LeTang, Donald McKayle et Michael Smuin – Sophisticated Ladies - Roland Petit – Can-Can                                                                                  |
| Meilleure mise en scène pour une pièce | Meilleure mise en scène pour une comédie musicale |
| - Peter Hall – Amadeus - Peter Coe – A Life - Marshall W. Mason – Fifth of July - Austin Pendleton – The Little Foxes | - Wilford Leach – The Pirates of Penzance - Gower Champion – 42nd Street - Robert Moore – Woman of the Year - Michael Smuin – Sophisticated Ladies |
| Meilleurs décors | Meilleurs costumes |
| - John Bury – Amadeus - John Lee Beatty – Fifth of July - Santo Loquasto – Le Suicidé - David Mitchell – Can-Can | - Willa Kim – Sophisticated Ladies - Theoni V. Aldredge – 42nd Street - John Bury – Amadeus - Franca Squarciapino – Can-Can |
| Meilleures lumières | |
| - John Bury – Amadeus - Tharon Musser – 42nd Street - Dennis Parichy – Fifth of July - Jennifer Tipton – Sophisticated Ladies | |

## Autres récompenses
Le Regional Theatre Tony Award a été décerné à la Trinity Square Repertory Company, Providence, Rhode Island. Une récompense fut décernée à Lena Horne pour le spectacle "Lena Horne: The Lady and Her Music".